# 윤증현
윤증현(尹增鉉, 1946년 9월 19일~)은 대한민국의 관료이다. 제2대 기획재정부 장관이다.

## 생애
경상남도 마산 출신이다. 1969년 서울대학교 법과대학을 나온 그는, 2년 뒤 서울대 행정대학원 석사학위를 받고 그 해 행정고등고시에서 수석으로 합격했다. 공무원으로 재직 중 미국 위스콘신 대학교 매디슨에서 공공정책, 행정학 석사학위를 취득했다.
2009년 이명박 정부에서 기획재정부 장관으로 임명되었다. 2010년 8월 11일부터 사임한 정운찬 前 국무총리를 대신해 다음 국무총리가 취임할 때까지 국무총리 대행을 겸했다. 이는 대한민국 정부조직법상에 따른 것으로, 국무총리 부재시 총리 권한대행은 기획재정부 장관이 맡도록 되어 있기 때문이다.

## 삼성 생명 상장 처리
이동걸 전 금융연구원장에 따르면 "1990년대 말까지 생명보험사 상품은 모두 배당보험이었는데, 배당보험은 생명보험사가 손해를 보면 보험 계약자가 배당을 덜 받게끔 돼 있는 즉 보험 계약자가 회사의 손실을 메워주는 구조의 일종의 '상호회사' 방식이었다. 삼성생명은 수년간 보험감독 규정을 어기고 보험계약자에게 돌아가야 할 투자유가증권 평가이익을 이건희 회장등 주주몫으로 계상하였다. 이헌재 전 장관이 생명보험사 상장차익을 계약자에게 돌려줘야 한다고 말했던 것은 이런 역사를 알기 때문이었다. 이런 사실을 모를리없는 윤증현 당시 금융감독위원장은 삼성생명 상장시 상장차익에서 보험계약자 몫을 무시했고 그 결과, 이건희 삼성전자 회장은 약 4조 6000억원의 상장차익을 얻게 되었고 보험계약자들은 한 푼도 받지 못했다.".

## 경력
- 1986년 5월 27일 : 재무부 은행과장[3]
- 1987년 4월 6일 : 재무부 금융정책과장[4]
- 1990년 9월 18일 : 재무부 세제실 심의관[5]
- 1992년 8월 8일 : 재무부 증권국장[6]
- 1994년 5월 7일 : 재무부 금융국장[7]
- 1994년 12월 28일 : 재정경제원 금융정책실 총괄심의관[8]
- 1996년1월 5일 : 재정경제원 세제실장[9]
- 1997년 1월 6일 : 재정경제원 금융정책실장[10]
- 1998년 3월 13일 : 국립세무대학 학장[11]
- 1999년 6월: 아시아 개발 은행 이사
- 2004년 8월 4일 : 금융감독위원회 위원장
- 2009년 2월 10일 ~ 2011년 5월 31일 : 기획재정부 장관
- 2010년 8월 11일 ~ 2010년 9월 30일 : 국무총리 직무대행
- 2011년 6월 ~ 2011년 8월 : 한나라당 당무위원
- 2011년 5월 : 제20차 유럽부흥개발은행 연차총회 의장
- 2011년 6월 ~ : 윤경제연구소 소장
- 바른사회운동연합 자문위원
- 2015년 3월 ~ 2017년 3월 : 두산인프라코어 사외이사
- 2017년 4월 ~ 2017년 8월 : 바른정당 당무위원
- 케이정책플랫폼 이사